# Stomopneustes variolaris
Stomopneustes variolaris is een zee-egel uit de familie Stomopneustidae.
De wetenschappelijke naam van de soort werd in 1816 gepubliceerd door Jean-Baptiste de Lamarck.